# Balbino García
Balbino García Puerto (Cabañas Raras, León, España, 9 de agosto de 1955) es un exfutbolista español que se desempeñaba como defensa.

## Clubes
| Club                       | País   | Año       |
| -------------------------- | ------ | --------- |
| U. D. Salamanca            | España | 1976-1980 |
| Club Atlético de Madrid    | España | 1980-1986 |
| R. C. Recreativo de Huelva | España | 1986-1987 |
| U. D. Salamanca            | España | 1987-1989 |
| S. D. Ponferradina         | España | 1989-1990 |